# Mama-san
Mama-san lub mamasan (jap. ママサン) – zwykle kobieta zajmująca wysokie stanowisko, a dokładniej zajmująca się zarządzaniem w domu gejsz w Japonii bądź barze lub klubie nocnym w Azji Wschodniej.
W Tajlandii i na Filipinach mama-san jest powszechną formą używaną do opisania kobiety, która zarządza hostessami w nocnym klubie lub barze go-go.